# Knut Koch
Knut Koch (* 28. Juli 1941 in Goldap, Ostpreußen) ist ein deutscher Schauspieler, Regisseur und Autor.

## Leben
Koch ging nach dem Abitur zur Otto-Falckenberg-Schule und war im Anschluss zwei Jahre als Regieassistent von Fritz Kortner tätig. Er debütierte unter dessen Regie im Wiener Burgtheater und wechselte von dort an das junge Bremer Theater. Nach einigen Jahren in Münster als Schauspieler und Regisseur wechselte er an das Schauspielhaus Düsseldorf, später nach München, Hamburg und Bochum. Dort hatte er seine erste Rolle bei Peter Zadek (Horatio).
Seither ist er vorrangig freischaffend tätig und arbeitete überwiegend mit Zadek. Nach dem frühen Krebstod des Cellisten Christoph Philipp engagierte sich Koch für Kinder in Not und produzierte einen Musikfilm, dessen Premiere 2014 im Haus der Berliner Festspiele unter dem Titel Little heart of Berlin war.
Er lebt in Berlin und der Bretagne.

## Wichtige Theaterarbeiten
- 1964: John Gabriel Borkmann, mit Paula Wessely, Ewald Balser und Alma Seidler – Rolle: Erhard – Regie Fritz Kortner
- 1965: Hamlet, mit Bruno Ganz – Rolle: Laertes – Regie Kurt Hübner
- 1967: Die Rache einer russischen Waise – Rolle: Heinrich – Regie Claus Peymann
- 1968: Tango, mit Ulrich Wildgruber und Otto Sander – Rolle: Arthur – Regie Hans Neuenfels
- 1969–71: Don Carlos, Hamlet, Andorra von Max Frisch, Albert (Philippe Adrien), David in Spur des dunklen Engels von Hans Henny Jahnn, Davor (Günter Grass)
- 1971: Die Mutter, mit Eva Böttcher – Rolle: Leon – Regie: Erwin Axer, Düsseldorf
- 1972: Wie es euch gefällt Rolle: Orlando – Regie: Ponelle, Düsseldorf
- 1973: Sonny Boys, mit Heinz Rühmann und Paul Verhoeven – Rolle: Ben – Regie: Boleslaw Barlog
- 1975: Die Mutter, mit Maria Nicklisch – Rolle: Leon – Regie: Jerzy Jarocki, München
- 1977: Hamlet – Rolle: Horatio – Regie: Peter Zadek
- 1979: Das Käthchen von Heilbronn – Rolle: Kaiser – Regie: Werner Schroeter
- 1980: Wie es euch gefällt – Rolle: Rosalinde – Konzept: Werner Schroeter
- 1983: Krankenzimmer Nr. 6 – Rolle: Ragin – Regie Hartmut Lange
- 1985: Ein Volksfeind – Rolle: Stadtrat – Regie: Hartmut Lange – Renaissance-Theater Berlin
- 1987: Der Geizige, mit Hermann Lause – Rolle: Cléante – Regie: Wilfried Minks
- 1987: Macbeth, Ulrich Wildgruber – Rolle: Malcolm – Regie: Wilfried Minks
- 1989: Der Richter von Zalamea – Rolle: Richter
- 1998: Gesäubert – Rolle: Rod – Regie: Peter Zadek – Hamburger Kammerspiele
- 1999: Hamlet – Rolle: Königin im Schauspiel u. a. – Regie: Peter Zadek – Wiener Festwochen
- 2009–18: Arsen und Spitzenhäubchen, mit Eva Mattes, Angela Winkler, Uwe Bohm – Rolle: Inspektor u. a. St. Pauli Theater
- 2011: Anatevka, mit Gustav Peter Wöhler, Adriana Altaras – Rolle: Rabbi – St. Pauli Theater
- 2017–22: Monsieur Claude I u. II, mit Michael Prelle – Rolle: Rabbi u. Priester – St. Pauli Thater

## Filmografie
- 1963: Leonce und Lena
- 1966: Frühlings Erwachen
- 1966: Die Unberatenen
- 1968: Paula – Je reviens (Kurzfilm)
- 1968: La morte d’Isotta (Kurzfilm)
- 1968: Faces (Kurzfilm)
- 1968: Aggressionen (Kurzfilm)
- 1969: Eika Katappa
- 1972: Der Seitensprung des Genossen Barkassow
- 1977: Der Privatsekretär
- 1981: Die Heimsuchung des Assistenten Jung
- 1983: Sorry
- 1984: Christines Schwester
- 1991: Das gemordete Pferd
- 2003: Business as Usual (Kurzfilm)
- 2007: Der blinde Fleck

## Werk

### Veröffentlichungen als Autor
- Barfuß als Prinz. dtv, München 1996, 2012 neu aufgelegt im Gmünder Verlag, ISBN 3-86787-256-2.
- mit Laura R.: Lange Leine Lust. CreateSpace Independent Publishing Platform, 2016, ISBN 1-5348-5105-4.

### Inszenierungen
- 1968: Guerillas von Rolf Hochhuth
- 1969: Die Hebamme von Rolf Hochhuth
- 1969: Zicke Zacke von Peter Terson
- 1970: Hamlet von Shakespeare, mit Horst Gnekow
- 1977: Der Ignorant und der Wahnsinnige von Thomas Bernhard, Essen
- 1978: Die Stühle von Eugène Ionesco, Düsseldorf
- 1986: Ich, Feuerbach von Tankred Dorst, Kiel
- 1993: Häuptling Abendwind von Johann Nestroy
- 2022: Madrid Endstation von Klaus Pohl, Landestheater Tübingen